# Renesas Electronics
Renesas Electronics Corporation (ルネサス エレクトロニクス株式会社 Runesasu Erekutoronikusu Kabushiki Gaisha) (TYO: 6723
) er en japansk producent af mikrochips med hovedkvarter i Tokyo. Virksomheden blev oprindeligt etableret i 2002 som Renesas Technology, som en fusion mellem Hitachi's mikrochipdivision og Mitsubishi's DRAM-division. I 2010 fusionerede de med NEC Electronics. I 2022 havde de 21.017 ansatte.
Renesas fokuserer på mikrochips til bilindustri, computerhardware, mikrocontrollere og computerhukommelse.